# Albert Samain
Albert Victor Samain (3. dubna 1858 Lille – 18. srpna 1900 Magny-les-Hameaux, Francie) byl francouzský básník a spisovatel symbolistické školy.

## Život
V době básníkova narození jeho otec Adolphe Jean-Baptiste Samain (1820–1868) a jeho matka rozená Célina Josèphe Mouquetová (1824–1899) podnikali ve „vínech a lihovinách“ na 75 rue de Paris. Albert Samain měl dva starší sourozence: Alicii Soulissovou (1854–1931) a Georga (1856).
Kolem roku 1880 se přestěhoval do Paříže, kde mu jeho poezie získala přívržence, pohyboval se v avantgardní literární společností, začal veřejně recitovat své básně v Le Chat Noir. Jeho básně byly silně ovlivněny těmi Baudelairovými a působily poněkud morbidně-elegickým tónem. Byl také ovlivněn Verlainem; jeho díla odhalují zálibu v nerozhodných, vágních obrazech. Pomohl založit Mercure de France a také pracoval v Revue des Deux Mondes.
Albert Samain zemřel na tuberkulózu.

## Dílo

### Básně
Vydal tři svazky veršů: Au Jardin de l'Infante (1893), které ho proslavily; Aux flancs du vase (1898) a Le Chariot d'or (1901). Jeho poetické drama Polyphème zhudebnil Jean Cras.

### Hudba
Samainovu poezii zhudebnili: Lili Boulanger, Nadia Boulanger, Alfredo Casella, Édouard Devernay, George Enescu, Gabriel Fauré, Swan Hennessy, Charles Koechlin, Jacques Leguerney, Adela Maddison, Bohuslav Martinů, Georges Migot, Paul Paray, Ottorino Respighi, Adrien Rougier, Camille Saint-Saëns, Alice Sauvrezis, Marcelle Soulage, aj.

### V češtině
- Xanthis; Hyalis; Rovèr a Angisèla: tři povídky – úvod Arthur Breisky. Praha: František Adámek, 1906
- Hyalis, malý faun s modrýma očima – přeložil Josef Marek; in: 1000 nejkrásnějších novel... č. 4. Praha: J. R. Vilímek, 1911
- Zahrada infantčina: básně – př. František Bíbl. Praha: Otto Girgal, 1927
- Tři lyrické melodramy: hudebnina – Bohuslav Martinů; autoři textů: Albert Samain, Henri D’Orange, Arthur Symons. Praha: Český hudební fond, 1980